# 火化证
《火化证》為中華人民共和國推廣火化政策後規定的遺體火化證明，在领取抚恤金等时必须提供。凡在规定的火葬区内死亡人员应当火化，殡仪馆需开具火化证以供社保机构或者有关单位使用。

## 逸聞
2013年5月6日《深圳晚报》刊載專題“中國證書榜”，列舉中國80多種官方證照中審核嚴格難辦的程度排名，火化证居第一名，還勝過房產證和英語檢定證。